# ميغيل مانسيلا
ميغيل مانسيلا (بالإسبانية: Miguel Ángel Mansilla)‏ هو مدرب كرة قدم ولاعب كرة قدم أوروغواياني في مركز الهجوم، ولد في 25 أبريل 1953 في إدارة سيرو لارغو في الأوروغواي، وتوفي في 26 يونيو 2013 في مدينة بنما في بنما. لعب مع بنيارول وتشاكاريتا جيونيورز وديبورتيفو سابريسا وريفر بليت.